# Kirguistán en los Juegos Olímpicos
Kirguistán en los Juegos Olímpicos está representado por el Comité Olímpico Nacional de la República de Kirguistán, creado en 1991 y reconocido por el Comité Olímpico Internacional en 1993.
Ha participado en ocho ediciones de los Juegos Olímpicos de Verano, su primera presencia tuvo lugar en Atlanta 1996. El país ha obtenido un total de trece medallas en las ediciones de verano, cinco de plata y ocho de bronce.
En los Juegos Olímpicos de Invierno ha participado en ocho ediciones, siendo Lillehammer 1994 su primera aparición en estos Juegos. El país no ha conseguido ninguna medalla en las ediciones de invierno.

## Medallero

### Por edición
| Evento              | Oro | Plata | Bronce | Total |
| ------------------- | --- | ----- | ------ | ----- |
| Atlanta 1996        | 0   | 0     | 0      | 0     |
| Sídney 2000         | 0   | 0     | 1      | 1     |
| Atenas 2004         | 0   | 0     | 0      | 0     |
| Pekín 2008          | 0   | 1     | 2      | 3     |
| Londres 2012        | 0   | 0     | 0      | 0     |
| Río de Janeiro 2016 | 0   | 0     | 0      | 0     |
| Tokio 2020          | 0   | 2     | 1      | 3     |
| París 2024          | 0   | 2     | 4      | 6     |
| TOTAL               | 0   | 5     | 8      | 13    |

| Evento              | Oro | Plata | Bronce | Total |
| ------------------- | --- | ----- | ------ | ----- |
| Lillehammer 1994    | 0   | 0     | 0      | 0     |
| Nagano 1998         | 0   | 0     | 0      | 0     |
| Salt Lake City 2002 | 0   | 0     | 0      | 0     |
| Turín 2006          | 0   | 0     | 0      | 0     |
| Vancouver 2010      | 0   | 0     | 0      | 0     |
| Sochi 2014          | 0   | 0     | 0      | 0     |
| Pyeongchang 2018    | 0   | 0     | 0      | 0     |
| Pekín 2022          | 0   | 0     | 0      | 0     |
| TOTAL               | 0   | 0     | 0      | 0     |

### Por deporte
Deportes de verano
| Evento | Oro | Plata | Bronce | Total |
| ------ | --- | ----- | ------ | ----- |
| Boxeo  | 0   | 1     | 0      | 1     |
| Judo   | 0   | 0     | 1      | 1     |
| Lucha  | 0   | 4     | 7      | 11    |
| TOTAL  | 0   | 5     | 8      | 13    |